# IJF World Tour 2024
Il IJF World Tour 2024 è la sedicesima edizione del circuito dell'International Judo Federation, composto da una serie di tornei internazionali di judo.

È iniziato il 26 gennaio e si è concluso l'8 dicembre, è composta da 14 tappe in 12 stati diversi situati  in Europa e Asia. 
Durante questa edizione si sono volte le seguenti competizioni:
- 1 torneo Olimpico
- 1 campionato del mondo
- 9 Grand Slam
- 3 Grand Prix

## I tornei
| Nº | Torneo                      | Sede                           | Data                  | Resoconto | Rif.   |
| -- | --------------------------- | ------------------------------ | --------------------- | --------- | ------ |
| 1  | Portugal Grand Prix         | Portogallo, Odivelas           | 26 - 28 gennaio       | resoconto | [ 1 ]  |
| 2  | Paris Grand Slam            | Francia, Parigi                | 02 - 04 febbraio      | resoconto | [ 2 ]  |
| 3  | Baku Grand Slam             | Azerbaigian, Baku              | 16 - 18 febbraio      | resoconto | [ 3 ]  |
| 4  | Tashkent Grand Slam         | Uzbekistan, Tashkent           | 01 - 03 marzo         | resoconto | [ 4 ]  |
| 5  | Upper Austria Grand Prix    | Austria, Linz                  | 08 - 10 marzo         | resoconto | [ 5 ]  |
| 6  | Tbilisi Grand Slam          | Georgia, Tbilisi               | 22 - 24 marzo         | resoconto | [ 6 ]  |
| 7  | Antalya Grand Slam          | Turchia, Adalia                | 29 - 31 marzo         | resoconto | [ 7 ]  |
| 8  | Dushanbe Grand Slam         | Tagikistan, Dušanbe            | 03 - 05 maggio        | resoconto | [ 8 ]  |
| 9  | Qazaqstan Barysy Grand Slam | Kazakistan, Astana             | 10 - 12 maggio        | resoconto | [ 9 ]  |
| 10 | World Championships Seniors | Emirati Arabi Uniti, Abu Dhabi | 19 - 23 maggio        | resoconto | [ 10 ] |
| 11 | Olympic Games Paris 2024    | Francia, Parigi                | 27 luglio - 02 agosto | resoconto | [ 11 ] |
| 12 | Zagreb Grand Prix           | Croazia, Zagabria              | 13 - 15 settembre     | resoconto | [ 12 ] |
| 13 | Abu Dhabi Grand Slam        | Emirati Arabi Uniti, Abu Dhabi | 11 - 13 ottobre       | resoconto | [ 13 ] |
| 14 | Tokyo Grand Slam            | Giappone, Tokyo                | 7 - 8 dicembre        | resoconto | [ 14 ] |